# 5281 Lindstrom
5281 Lindstrom è un asteroide della fascia principale. Scoperto nel 1988, presenta un'orbita caratterizzata da un semiasse maggiore pari a 3,0105208 UA e da un'eccentricità di 0,1220359, inclinata di 11,08873° rispetto all'eclittica.